# ワンレングス
ワンレングス（英語：One length haircut）は、前髪から後ろまでを同じ長さに真直ぐ切り揃えた髪型である。略してワンレン。

## 概要
1970年代から1990年代初頭、特にバブルの頃に流行した。バブル時代にはロングのワンレンと共に流行したボディコンと併せ、当時の特徴的なスタイルとして「ワンレン・ボディコン」とセットで呼ばれることも多かった。
髪の長さには色々あり、ロングだけではなくミドル・ショートスタイルのワンレングスも1990年代初頭に流行した。女優の山口智子などもこの時代にはこのショートスタイルだった。ロングでは田中美奈子、田中美佐子に「W浅野」の二人（浅野ゆう子、浅野温子）など、多数の女優の髪形の主流を占めた。
ワンレングスはバブル時代から現在まで、アレンジを加えられながら基本的な髪形となっている。